# Rhys Ifans
Rhys Ifans (n. 22 iulie 1967, Haverfordwest⁠(d), Țara Galilor, Regatul Unit)  este un actor de film și cântăreț britanic. 
Printre cele mai cunoscute filme ale sale se numără August (1996), Serena (2014) și Paharul de adio. 

## Biografie
Ifans a crescut în Ruthin (Țara Galilor). Limba lui maternă este galeza. La vârsta de 18 ani s-a mutat la Londra pentru a studia la Guildhall School of Music and Drama.
Primul său rol important din film a fost în 1996 în drama regizată de Anthony Hopkins intitulată August, adaptare după Unchiul Vania a lui Anton Pavlovici Cehov în care însă acțiunea se desfășoară în nordul Țării Galilor.
În 1998, a apărut alături de Meryl Streep și Michael Gambon în Dansul păgân (Dancing at Lughnasa), adaptat după piesa de mare succes Brian Friel. Apoi a colaborat cu John Hurt în filmul de acțiune Double Dead (You’re Dead…). Cu Hugh Grant și Julia Roberts în 1999, a jucat în filmul Notting Hill.
În 2018 s-a întors la Teatrul Național pentru a juca pe Regele Berenger în noua adaptare a lui Patrick Marber după Regele moare a lui Eugen Ionescu.
În anul 2014 a primit un rol în filmul Serena al regizoarei Susanne Bier, alături de Bradley Cooper și Jennifer Lawrence, film în care a jucat și actrița româncă Ana Ularu.

## Filmografie selectivă
- 1991 Spatz (serial TV) : Dave
- 1993 Nightshift (serial TV)
- 1995 Street Life, regia Karl Francis : Kevin
- 1996 August, regia Anthony Hopkins : Griffiths
- 1997 The Deadness of Dad, regia Philippa Cousins et Mandy Sprague : tatăl / unchiul Dai
- 1997 Twin Town, regia Kevin Allen : Jeremy Lewis
- 1999 Notting Hill, regia Roger Michell : Spike
- 1999 You're Dead..., regia Andy Hurst : Eddie
- 2000 Little Nicky, regia Steven Brill : Adrian
- 2000 Echipa de rezervă (The Replacements), regia Howard Deutch : Nigel 'The Leg' Gruff
- 2001 Human Nature, regia Michel Gondry : Puff
- 2001 Hotel, regia Mike Figgis : Trent Stoken
- 2007 Hannibal Lecter (Hannibal Rising), regia Pietro Scalia și Peter Webber : Vladis Grutas
- 2009 Domnul Nimeni (Mr. Nobody), regia Jaco Van Dormael : tatăl lui Nemo
- 2010 Passion Play, regia Mitch Glazer : Sam
- 2012 Uimitorul Om-Păianjen (The Amazing Spider-Man), regia Marc Webb : . Curt Connors / Le Lézard
- 2014 Madame Bovary, regia Sophie Barthes : Monsieur Lheureux
- 2014 Serena, regia Susanne Bier : Galloway
- 2016 Snowden, regia Oliver Stone : Corbin O'Brian
- 2018 Paharul de adio (The Parting Glass), regia Stephen Moyer
- 2020 Miss Révolution, regia Philippa Lowthorpe : Eric Morley
- 2021 The King's Man : Première mission (The King's Man), regia Matthew Vaughn : Grigori Raspoutine
- 2021 Omul-Păianjen: Niciun drum spre casă (Spider-Man: No Way Home), regia Jon Watts :  Curt Connors / Le Lézard
- 2021 House of the Dragon (serial TV) : lordul Otto Hightower